# Walrus Island
Walrus Island – niezamieszkana wyspa należąca do Archipelagu Arktycznego, znajdująca się w regionie Kivalliq, Nunavut, Kanada. Położona jest w zachodniej części Zatoki Hudsona, 24 km na południe od osady Whale Cove.